# Quando Helen verrà a prenderti
Quando Helen verrà a prenderti (Wait Till Helen Comes) è un romanzo del 1986 dell'autrice statunitense Mary Downing Hahn. È stato pubblicato per la prima volta il 1 gennaio 1986 dalla casa editrice HarperCollins e da allora ha subito diverse ristampe. Il libro ha vinto il premio Young Reader's Choice Award nel 1989. Seguono le vicende di  una giovane ragazza che deve affrontare eventi soprannaturali che la circondano. Il libro tratta anche il tema della morte e del suicidio, che ha portato alcuni genitori a chiedere che il libro fosse rimosso dalle liste di lettura e dalle biblioteche scolastiche.

## Trama
La dodicenne Molly e suo fratello Michael sono risentiti per la loro nuova sorellastra di sette anni, Heather. Sua madre è morta in un incendio domestico quando Heater aveva tre anni. Questo traumatico evento la fa diventare appiccicosa e possessiva nei confronti di suo padre Dave e successivamente gelosa delle attenzioni che presta alla sua nuova moglie Jean e ai suoi figli. Heather mente costantemente sul fatto che Molly e Michael la maltrattano, inducendo Dave e Jean a diffidare di loro. La tensione aumenta quando la famiglia si trasferisce in una piccola chiesa sperduta in campagna.
Durante l'esplorazione del cimitero, Heather scopre una lapide nascosta sotto dei rovi. Le date rivelano che la tomba appartiene ad un bambina di sette anni, ma la pietra reca solo le iniziali HEH. Più tardi Molly vede Heather indossare un antico medaglione d'argento con le stesse iniziali. Heather gongola che gliel'abbia regalata la sua nuova amica Helen Elizabeth Harper.
La famiglia torna da un viaggio in città per trovare tutti i loro beni personali distrutti, ad eccezione degli oggetti appartenenti a Heather e Dave. In segreto Heather rivela a Molly che è stata Helen a distruggere le loro cose e che Helen farà tutto ciò che Heather le chiederà. Una notte Molly segue Heather al cimitero e la trova a parlare con un fantasma sulla lapide. Esso scompare quando vede Molly, e Heather minaccia di vendicarsi per aver scacciato via la sua amica.
Michael e Molly visitano la biblioteca comunale e scoprono che Helen Elizabeth Harper era una vera bambina morta cento anni prima. Sua madre e il suo patrigno sono morti in un incendio; Helen è sfuggita al fuoco solo per farsi prendere dal panico e correre in uno stagno vicino, dove successivamente è annegata. Helen fu sepolta temporaneamente da sola in  attesa di recuperare i corpi dei suoi genitori, ma non furono mai trovati, lasciando Helen sola. Altri bambini sono annegati nello stesso stagno nel corso degli anni e Molly inizia a temere che Helen abbia intenzione di attirare Heather nello stagno in modo che rimanga con Helen per sempre.
Una sera, mentre Molly fa da babysitter ai suoi fratelli, Heather sgattaiola fuori. Temendo di essere andata allo stagno, Molly cerca nei boschi dietro il cimitero e alla fine scopre le rovine di Harper House, dove Helen sta convincendo Heather a unirsi a lei nello stagno. Molly salta dentro per salvarla, ma Helen giura di annegarli entrambi per l'interferenza di Molly. Molly strappa il medaglione dal collo di Heather e lo lancia in acqua. Helen li rilascia per inseguire il medaglione, permettendo a Molly di trascinare Heather a riva. Le ragazze si rifugiano tra le rovine, ma il pavimento crolla sotto di loro, facendole precipitare nella cantina dove scoprono i resti scheletrici perduti della madre e del patrigno di Helen.
Heather in lacrime ammette di aver appiccato accidentalmente l'incendio che ha ucciso sua madre e ora teme che suo padre smetterà di amarla se scopre la verità. Allo stesso modo Helen ha appiccato accidentalmente l'incendio che ha ucciso i suoi genitori, rendendola l'unica persona che ha capito la colpa di Heather. Molly le assicura che suo padre la amerà per sempre e che anche lei, Michael e Jean vorrebbero amare Heather se solo lei glielo permettesse. Mentre parlano, Helen appare in cantina e implora le ossa dei suoi genitori di perdonarla. Altri due fantasmi si manifestano e abbracciano Helen prima che i tre spiriti scompaiano. Vedendo che i genitori di Helen l'hanno perdonata, Heather spera che anche lei sarà perdonata. Ore dopo, Dave, Jean e Michael li salvano dalla cantina. Heather confessa a suo padre dell'incendio e lui la perdona, capendo che non è stata colpa sua. Con il senso di colpa di Heather ora alleviato, la famiglia inizia finalmente a legare.
Alla fine dell'estate, i resti dei genitori di Helen vengono sepolti sotto un unico angelo di pietra con Helen, il cui nome completo è ora inciso sul loro pennarello. Durante la visita alla loro tomba, Heather scopre il medaglione appeso alla mano dell'angelo, insieme a un biglietto di Helen che chiede a Heather di ricordarsi di lei. Molly crede che sia sicuro per Heather tenere il medaglione ora che Helen è finalmente in pace.

## Adattamento cinematografico
Il 28 agosto 2014, l'attrice Sophie Nélisse ha dichiarato sul suo account Twitter che reciterà in un adattamento cinematografico del libro nei panni di Molly. Ha anche affermato che anche sua sorella avrebbe recitato nel film. Il 12 settembre 2014, Variety ha annunciato che il finanziamento e il cast erano a posto e che sarebbero iniziate le riprese principali per la produzione di un adattamento cinematografico di Wait Till Helen Comes . Il lavoro sarebbe stato diretto da Dominic James e avrebbe avuto come protagonisti Maria Bello e le sorelle Nélisse. La produzione doveva iniziare più tardi quello stesso mese. Le riprese principali sono iniziate il 28 settembre 2014 a Winnipeg, Manitoba. L'autrice Mary Downing Hahn appare nel film in un ruolo parlante, menzionando a uno dei produttori che da bambina aveva sempre desiderato fare l'attrice nei film. Questo è il primo dei suoi libri ad essere adattato in un lungometraggio. Il film è uscito a novembre 2016.
Kirkus Reviews ha elogiato il libro, ma ha commentato che sarebbe stata una lettura più attraente per "i bambini a proprio agio con il genere" poiché il materiale del libro era "serio e agghiacciante". Vice ha rivisto il libro dal punto di vista di un adulto, affermando che mentre la risoluzione del libro avrebbe avuto senso per un lettore più giovane, non credevano che i problemi non sarebbero stati facilmente risolti parlando con gli adulti, poiché credevano che i problemi di Heather non lo fossero. derivare esclusivamente dal suo mantenere un segreto.

### Premi
- Golden Sower Award [8]
- Iowa Children's Choice Award
- Maud Hart Lovelace Award
- Rebecca Caudhill Young Readers' Book Award
- Texas Bluebonnet Award
- Pacific Northwest Young Reader's Choice Award
- Young Hoosier Award
- Virginia Readers' Choice Award
- Volunteer State Book Award
- Dorothy Canfield Fisher Award
- Utah Children's Book Award